# Wappen der Kasachischen SSR

Wappen der Kasachischen SSR

Das Wappen der Kasachischen Sozialistischen Sowjetrepublik basiert auf dem Wappen der Sowjetunion. Der Ährenkranz symbolisiert die Landwirtschaft, die Farbe Rot sowie Hammer und Sichel stehen für den Kommunismus. Der Stern versinnbildlicht den Sieg des Sozialismus in allen fünf Erdteilen und die aufgehende Sonne die Zukunft des Landes Kasachstan.
Auf dem Spruchband des Wappens ist der Satz „Proletarier aller Länder, vereinigt Euch!“ in den zwei Hauptsprachen des Landes, Russisch und Kasachisch, zu lesen.
Im Kasachischen wird dieser Satz Барлық елдердің пролетарлары, бірігіңдер! geschrieben, in der geplanten aber nicht eingeführten neuen Lateinschrift würde derselbe Satz Barlıq elderdiñ proletarları, birigiñder! lauten.
Am 25. Dezember 1991 wurde es durch das neue Wappen Kasachstans ersetzt.